# 音色
音色（、英: timbre）は知覚された音がもつ大きさ・高さ以外の属性である。音色（）とも。

## 概要
音色は知覚された音がもつ大きさ・高さ以外の属性である（⇒ #定義）。音色は音の大きさ（ラウドネス）、音の高さ（ピッチ）と合わせて「音の3属性」を構成する。直感的には大きさ・高さ以外の「音の質」「質感」に相当する。
心理的な音色と物理的な音波の関係は部分的にのみ解明されている（⇒ #音波との関係）。例えば楽音は倍音強度によって音色が変わる。
実際の音にあっては、同じ音の高さ、同じ音の大きさ、同じ（音響学的な意味での）音色が持続するということはあまりない。打ったりはじいたりして音を出した場合（楽器であってもそうでなくても）、音の出た瞬間が強くてそのあとは減衰する。実際にはそれだけでなく、音の高さや音色も特に音の出た直後に急激に変化することがわかっている。擦弦楽器や管楽器のように音を持続させるように作られた楽器であっても、音の出た瞬間には音が安定しないし、そもそも音が急速に大きくなるという変化がある。ヒトの聴覚は実際にはこういった変化も、音色の一部として聞き取っている。音の強さの変化はエンベロープと呼ばれ、電子楽器で音色を作る際に重要であり、ビブラート、トレモロ、装飾音などでも見られる。声楽にあっては、歌詞による発音の違いも音色の違いに当たる。したがって、歌詞による音色の変化を作曲者が利用しようとした場合、歌詞を翻訳すると、その意図を十分に実現できないことが起こりうる。

## 定義
JIS Z8106:2000 では音色（、英: timbre）を以下のように定義している：

## 音波との関係
心理的な属性である音色は、音波の物理的な性質と強く関連している。

### 倍音強度
音波の倍音強度は音色を左右する。
ヒトは同時に鳴る基音と倍音を単一の「音」として捉えやすい知覚特性をもつ。この一体化した音の高さは基本的に基音の周波数で決定される（例外も多い、詳細は音高を参照）。そこで同一の基音をもち倍音成分の強度のみを変えた音を音量揃えて聴き比べると、この2つは異なった感じに聞こえる。つまり倍音成分の異なる音は音色が異なる。
音楽に多く使われる人声や弦楽器、管楽器の音は主に楽音（=基音+倍音）であり、これらが同じ大きさ・高さでも異なる質感に聞こえるのは倍音強度がその一端を担っている。

### 上音強度
音波の上音強度は音色へ影響する。
倍音に限らない、上音一般の強度が音色へ影響する。これは音楽で応用されており、例として三味線のサワリが挙げられる。